# 1 Oficerska Szkoła BKA
1 Oficerska Szkoła BKA (biał. Перша афіцэрская школа БКА) - ośrodek szkoleniowy kolaboracyjnej Białoruskiej Obrony Krajowej pod koniec II wojny światowej.
Po utworzeniu pod koniec lutego 1944 r. na okupowanej Białorusi Białoruskiej Obrony Krajowej (BKA) i przeprowadzeniu w marcu werbunku do niej, jednym z podstawowych problemów okazał się brak kadr oficerskich i podoficerskich. Ponadto nieliczni oficerowie BKA wywodzili się z różnych armii: carskiej, polskiej lub sowieckiej. W związku z tym jeszcze przed ogłoszeniem mobilizacji do formowanych batalionów BKA do prezydenta Białoruskiej Centralnej Rady (BCR) Radosława Ostrowskiego zwrócił się komendant BKA mjr Franciszek Kuszal z prośbą o wyrażenie zgody na powołanie w Mińsku miesięcznych kursów oficerskich i podoficerskich, do czego doszło w poł. marca. Ze strony niemieckiej komendantem kursów został SS-Hauptsturmführer Schneider, podległy bezpośrednio gauleitorowi Okręgu Generalnego "Białoruś" gen. Kurtowi von Gottbergowi. Białoruskim komendantem był kpt. Wiktar Czebotarewicz. Kursy miały doprowadzić do unifikacji białoruskich oficerów BKA, wywodzących się z różnych armii, ale przede wszystkim zapewnić odpowiednie przeszkolenie młodym Białorusinom, którzy dotychczas nie mieli nic wspólnego z wojskiem. W kursach miało uczestniczyć 50 kandydatów na oficerów i 150 na podoficerów. Faktycznie było 200 słuchaczy na kursach podoficerskich. Przeszkolenie kolejnych kadr miało się odbywać do czasu uzupełnienia wszystkich wolnych wakatów w oddziałach i sztabie głównym BKA. Następnie planowano otworzyć szkołę oficerską, która w cyklu 6-miesięcznym miała szkolić kadry oficerskie spośród nowych ochotników. W tym celu każdy okręg wojskowy BKA miał przysłać swoich kandydatów. W poł. kwietnia kursy zakończyły się. Słuchacze zdawali egzamin w obecności gen. K. von Gottberga. W końcu kwietnia rozpoczęły się kolejne kursy. W II poł. czerwca doszło do 3 tury kursów. Jednocześnie, z inicjatywy Białoruskiej Centralnej Rady, na co zgodzili się Niemcy, w Mińsku została otworzona 1 Oficerska Szkoła BKA, do której przyjęto 250 słuchaczy. W większości byli to młodzi ludzie ze średnim wykształceniem, będący członkami Związku Młodzieży Białoruskiej. Ich oficerskie szkolenie miało trwać 6 miesięcy. Po jego ukończeniu mieli otrzymać pierwszy stopień oficerski. Jednakże w wyniku ofensywy Armii Czerwonej na Białorusi, która rozpoczęła się 23 czerwca, słuchacze i kadra szkoły zostali 29 czerwca ewakuowani do Wilna (podczas ewakuacji kilka osób zginęło w wyniku bombardowań). Do tego czasu na mińskich kursach oficerskich i podoficerskich zdążyło odbyć przeszkolenie ok. 150 oficerów i ok. 600 podoficerów. Po pewnym czasie 1 Oficerska Szkoła BKA została przeniesiona do Berlina. Przywódcy Białoruskiej Centralnej Rady zamierzali sformować Legion Białoruski, w skład którego mieli wejść m.in. kadra i słuchacze szkoły. Nie uzyskali jednak zgody władz niemieckich. W tej sytuacji zdołano jedynie utworzyć nieuzbrojony i nieumundurowany 1 Kadrowy Batalion BKA pod dowództwem kpt. Piotra Kosackiego. W jego składzie znalazło się część słuchaczy szkoły. Reszta znalazła się w szeregach Schutzmannschaft-Brigade Siegling. Na przełomie 1944/1945 r. zasilili oni nowo formowaną Waffen-SS Grenadier-Brigade "Weißruthenien".
Grupa białoruskich słuchaczy szkoły przeszła na stronę francuskich partyzantów we wschodniej Francji w 1944 r., po czym w 1945 r. wstąpiła do 2 Korpusu Polskiego gen. Władysława Andersa.